# República de Natália
A República de Natália foi uma república Boer de curta duração, estabelecida por Voortrekkers de expressão Afrikaans pouco depois da Batalha de Blood River. Localizava-se na costa do Oceano Índico para além do Cabo Oriental, e foi nomeada de Natália por marinheiros Portugueses. Foi conquistada e anexada pela Grã-Bretanha em 1843.